# Сан-Роке (Оливейра-де-Аземейш)
Сан-Роке (порт. São Roque) — населённый пункт и район в Португалии, входит в округ Авейру. Является составной частью муниципалитета Оливейра-де-Аземейш. Находится в составе крупной городской агломерации Большое Авейру. По старому административному делению входил в провинцию Бейра-Литорал. Входит в экономико-статистический субрегион Энтре-Доуру-и-Воуга, который входит в Северный регион. Население составляет 5480 человек. Занимает площадь 7,15 км².
Покровителем района считается Апостол Пётр (порт. S. Pedro).